# Australopithecus boisei
Australopithecus boisei, attualmente classificato come Paranthropus boisei, è una specie di ominide vissuta tra 2,6 e 1,2 milioni di anni fa nell'Africa orientale, durante il Pliocene e il Pleistocene.
Il primo fossile, chiamato Zinjanthropus boisei, venne identificato da Mary Leakey nel 1959 nella gola di Olduvai in Tanzania.

## Riclassificazione tassonomica
Inizialmente classificato come Australopithecus, il taxon è stato successivamente assegnato al genere Paranthropus in seguito a studi morfologici e filogenetici approfonditi. Le analisi hanno evidenziato tratti cranio-facciali e dentali fortemente specializzati, tra cui una marcata cresta sagittale, arcate zigomatiche espanse e molari di dimensioni eccezionali, caratteristiche non condivise con le specie più gracili del genere Australopithecus. Inoltre, le ricostruzioni filogenetiche hanno indicato che boisei appartiene a una linea evolutiva distinta e più specializzata, non direttamente ancestrale al genere Homo. Per queste ragioni, è stato riclassificato come Paranthropus boisei, insieme ad altre specie robuste come P. robustus e P. aethiopicus, con cui condivide un'origine comune e adattamenti convergenti alla masticazione di cibi duri e fibrosi.

## Scoperta
Il fossile, poi classificato come OH 5 (Olduvai Hominid number 5), comprendeva un cranio completo risalente a circa 1,8 milioni di anni, con caratteristiche simili a un Australopithecus robustus. Mary e il marito Louis Leakey lo chiamarono Zinjanthropus boisei, nome composto da Zinj (derivante da Zanj, il nome dato dagli Arabi ai neri dell'Africa orientale che riducevano in schiavitù in epoca medievale), anthropos (uomo in greco) e boisei (da Charles Boise, che aveva sovvenzionato il team di ricerca). Essi soprannominarono il reperto l'Uomo schiaccianoci.

## Morfologia
L'A. boisei era un abitante della savana e delle boscaglie. Le dimensioni ricostruite per gli esemplari adulti indicano un peso di 65 kg per i maschi, con un'altezza attorno a 130 cm; le femmine pesavano sui 45 kg con un'altezza di 105 cm. Le differenza tra le dimensioni dei due sessi è tipica del dimorfismo sessuale che caratterizza quasi tutte le specie di australopitechi.
Il volume del cervello probabilmente poteva arrivare a 530 cm³: non era cioè maggiore di quello dell'Australopithecus afarensis o dell'Australopithecus africanus.

La struttura robusta del cranio indicava una specializzazione masticatoria e aveva molti tratti in comune con un odierno gorilla. I molari posteriori erano molto grandi, più del doppio di quelli di un uomo moderno. Fu soprannominato "Uomo schiaccianoci" proprio perché i suoi denti sono i più grandi e il suo smalto il più spesso tra tutti gli ominidi finora ritrovati.
Questa morfologia cranio-dentale indica una dieta a base di cibi vegetali duri come tuberi, noci e semi. L'analisi del tipo di usura e microfessurazioni dei molari sembra invece indicare che i cibi duri non fossero una componente regolare della dieta dell'A. boisei, ma che venissero utilizzati in assenza di altre tipologie di cibo.
Louis Leakey ipotizzò che questo esemplare potesse essere in qualche modo collegato al genere umano. La comunità scientifica non condivise il suo giudizio.

## Altri ritrovamenti

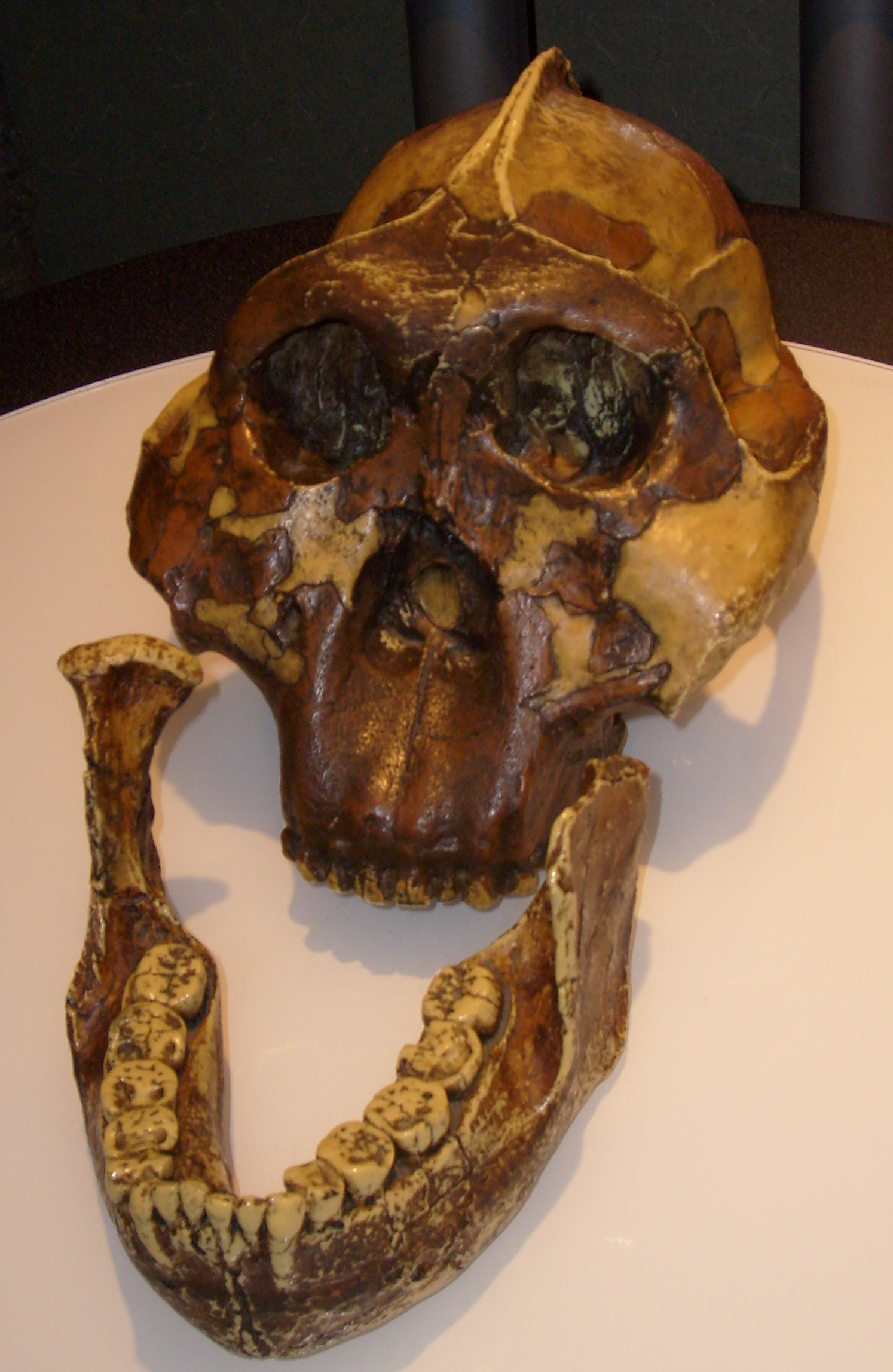
Calco del cranio ritrovato nel 1959 da Mary Leakey e della mandibola ritrovata da Kimoya Kimeu nel 1964.

Richard Leakey, figlio di Louis e Mary, negli anni 1969 e 1970 scoprì altri due fossili appartenenti alla stessa specie, entrambi a Koobi Fora nei pressi del lago Turkana in Kenya.

Il primo, KNM-ER 406, era un cranio mancante dei denti, risalente a 1,7 milioni di anni, con una capienza cranica di 510 cm³.

Il secondo, KNM-ER 732, si dimostrò di dubbia attribuzione. Alcune sue caratteristiche lo rendevano più vicino all'Homo habilis, ma le dimensioni del cranio - appena 500 cm³ - lo rendevano profondamente diverso. Alcuni scienziati hanno ipotizzato che tale differenza sia da attribuire ad un caso di dimorfismo sessuale.
L'ultimo esemplare appartenente a questa specie, KGA10-525, venne trovato da Awoke Amzaye nel 1993 a Konso in Etiopia. Il fossile era costituito da numerosi frammenti del teschio, compresa la mandibola. La sua età geologica è di 1,4 milioni di anni; il volume dell'encefalo era di circa 545 cm³, mentre alcuni dei suoi tratti lasciano pensare che questo esemplare rappresenti una variazione nella linea evolutiva in questa specie.

## Collocazione dei reperti
Alcuni dei reperti ritrovati dai Leakey sono oggi ospitati al National Museum di Dar es Salaam, in Tanzania.

## Bibliografia

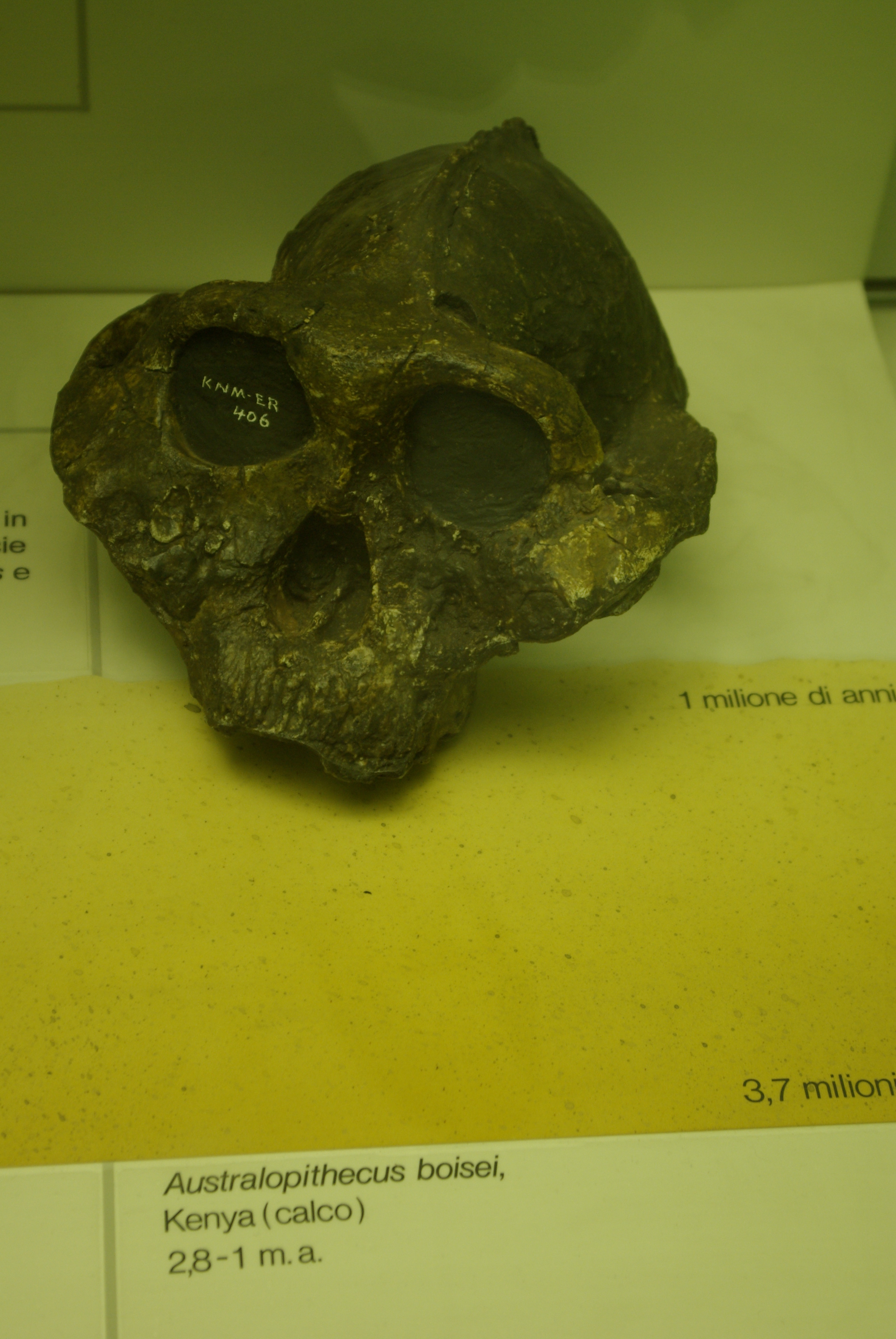
Calco di un cranio